# Beira Interior (vino)
Beira Interior es una denominación de origen controlada (DOC) portuguesa para vinos producidos en la región demarcada de Beira Interior, que abarca las subregiones de Castelo Rodrigo, Cova da Beira y Pinhel, situadas en el este del país.
Los vinos de Beira Interior pueden ser blancos, tintos, rosados, Palhetes, claretes o espumosos.
La producción de vino se inicia durante la ocupación romana, aunque no sería hasta el siglo XII cuando los monjes del Císter empiezan a desarrollarla de forma significativa.